# Іосиф (митрополит Київський)
Йосиф, також Іо́сиф I (? — 1240?) — Митрополит Київський і всієї Руси.
Останній Київський митрополит домонгольської доби. До призначення на Київську Митрополію був єпископом у Нікеї.
Місцеві відомості про нього після монголо-татарської навали не збереглися, можливо, він перебрався у Візантію.
Не пізніше 1243 митрополитом київським був поставлений Кирило II. Є, однак, документальні свідчення, що 1244 року як нібито глава Руської православної церкви перед Римською курією, а наступного 1245 перед I Ліонським собором католицької церкви з інформацією про монголів виступав митрополит Петро Акерович.